# Weekend con il morto
Weekend con il morto (Weekend at Bernie's) è un film commedia statunitense del 1989, diretto da Ted Kotcheff. Del film, che ha come protagonisti Andrew McCarthy, Jonathan Silverman e Terry Kiser, venne prodotto nel 1993 un sequel, intitolato Weekend con il morto 2.

## Trama
Larry Wilson e Richard Parker lavorano a New York per una compagnia di assicurazioni. Un giorno scoprono che la società è stata truffata, in quanto a qualcuno è stato versato quattro volte il capitale della stessa polizza vita. Avvertito dell'anomalia, il loro capo Bernie Lomax li invita alla sua villa al mare ad Hampton Island per il weekend, con la scusa di discutere con calma sui dettagli. In realtà il suo scopo è quello di mettere a tacere i due giovani, che hanno scoperto una truffa che egli stesso ha commesso. Bernie ottiene dal boss Vito, suo complice, l'impegno che i due saranno uccisi, ma questi in realtà incarica il killer Paulie di uccidere lo stesso Lomax, con il quale la sua ragazza Tina lo tradisce.
Prima che Larry e Richard giungano ad Hampton Island, Paulie esegue l'ordine di Vito, iniettando della droga a Bernie e facendo in modo che sembri una morte accidentale. Giunti alla villa, i ragazzi trovano il cadavere del capo e credono si sia trattato di un incidente. Richard, il più assennato dei due, crede che sia giusto avvertire la polizia, ma Larry riesce a convincerlo a non denunciare il fatto, anche grazie all'arrivo sull'isola di Gwen, una loro collega di cui Richard è innamorato. I due, quindi, fingono che Bernie sia ancora vivo, riuscendo a convincere tutti, anche Paulie, che crede di aver fallito l'omicidio. Questi tenta quindi più volte di uccidere nuovamente Bernie, mettendo in allarme Larry e Richard, che credono di essere i suoi principali obiettivi, anche perché nel frattempo hanno scoperto il piano originale del loro capo. Alla fine, i due malcapitati riescono a sbarazzarsi di Paulie e avvisano la polizia, che arresta il killer in preda a una crisi di nervi dovuta alla sua convinzione di non essere riuscito a uccidere Bernie.

## Produzione

### Riprese
Il film è stato girato a New York, Wilmington, Bald Head Island, Fort Fisher e Wrightsville Beach nella Carolina del Nord. La casa al mare di Bernie fu costruita in una riserva naturale, e poi smantellata al termine della lavorazione, per non alterare la bellezza del paesaggio. Il budget di produzione fu di circa 15 milioni di dollari, cifra abbastanza elevata per una commedia dell'epoca.

## Accoglienza
Il film, giudicato in maniera controversa, fu un buon successo al botteghino.

## Sequel
Del film venne prodotto nel 1993 un sequel, intitolato Weekend con il morto 2, che mantiene sempre come protagonisti Andrew McCarthy, Jonathan Silverman e Terry Kiser.

## Citazioni e riferimenti
- Il titolo originale dell'episodio L'erba di Homer de I Simpson è Weekend at Burnsie's. In un altro episodio, Sindacato con la mafia, Homer, credendo di aver ucciso accidentalmente il sindaco Quimby, cita il titolo del film pensando di vivere la stessa situazione.
- Nel corso della serie televisiva Friends viene citato negli episodi della prima stagione Non baciare mia madre e Non gridate, siamo in clinica come uno dei film preferiti di Rachel Green.
- Nel video Don't You Want Me del gruppo musicale Atomic Tom è presente un riferimento al film.
- Il video di Aii Shot the DJ del gruppo musicale Scooter è ispirato alla trama del film.
- Nel video Vamos a la Playa (coi Flaminio Maphia) dei Flaminio Maphia, ci sono varie citazioni a scene del film.
- Nel corso della serie televisiva How I Met Your Mother ci sono numerosi riferimenti al film. Nell'episodio L'ultima missione della quinta stagione, Barney Stinson in un video testamento come sua ultima volontà afferma di voler rivivere le situazioni di Weekend con il morto. Nell'ottava stagione della serie, gli viene dedicato il titolo di un episodio. Avvengono poi dei piccoli riferimenti al film anche nella nona stagione, negli episodi Codice infranto, La visione del cavaliere e L'antisbronza.
- L'episodio della seconda stagione di Camera Café, intitolato Giornata con il morto, è un omaggio al film.
- Nella serie televisiva I misteri di Murdoch, l'episodio 8 della decima stagione è intitolato "Weekend con il morto" (titolo originale "Weekend at Murdoch's"). In questo episodio i protagonisti ripropongono fedelmente la trama del film originale.